# Kōiki Rengō
Kōiki Rengō (jap. 広域連合, oft als „Zweckverband“ übersetzt, wörtlicher „Gebietsverband“ oder „Großraumverband“) sind Zweckverbände in Japan, also regionale Zusammenschlüsse von Gebietskörperschaften (Präfekturen und/oder Gemeinden) zur gemeinsamen Durchführung öffentlicher Aufgaben. Sie sind „besondere Gebietskörperschaften“ (tokubetsu chihō kōkyō dantai) im Sinne des Chihō-jichi-hō, des „Gesetzes über lokale Selbstverwaltung“. Ihre Einrichtung erfolgt nach Beschluss der beteiligten Kommunal- bzw. Präfekturparlamente und Genehmigung durch den Gouverneur der jeweiligen Präfektur bzw. des Sōmu-daijin („Minister für allgemeine Angelegenheiten“, Innenminister), wenn Präfekturen oder Gemeinden aus mehreren Präfekturen beteiligt sind.
2011 gab es 115 Kōiki Rengō. Beispiele sind Zusammenschlüsse für Sozialleistungen, darunter präfekturweite Zusammenschlüsse aller Gemeinden zur Organisation der Pflegeversicherung seit 2008, regionale Verwaltungskooperationen für mehrere Verwaltungsaufgaben, darunter mit dem Kansai Kōiki Rengō seit 2010 ein Zusammenschluss mehrerer Präfekturen.
Eine weitere Form von Zweckverbänden in Japan sind die ichibu jimu kumiai (一部事務組合), die ebenfalls als „besondere Gebietskörperschaften“ gelten. Unterschiede zwischen den beiden Formen bestehen unter anderem darin, dass an Kōiki Rengō auch Aufgaben direkt vom Zentralstaat oder Präfekturen übertragen werden können und sie im Gegensatz zu ichibu jimu kumiai den Vorschriften für chokusetsu seikyū unterliegen, den Direkteingaben der Bürger, die das „Gesetz über lokale Selbstverwaltung“ für Präfekturen und Gemeinden vorsieht.